# لويس مارين باراهونا
لويس مارين باراهونا (بالإسبانية: Luis Marín Barahona)‏ (مواليد 18 مايو 1983 في تشيلي) لاعب كرة قدم تشيلي يلعب حاليا لصالح نادي يونيون إسبانيا التشيلي .

## روابط خارجية
- لويس مارين باراهونا على موقع الاتحاد الدولي (مؤرشف)  (الإنجليزية)
- لويس مارين باراهونا على موقع الدوري الأمريكي (الإنجليزية)
- لويس مارين باراهونا على موقع قاعدة بيانات كرة القدم.إي يو (الإنجليزية)
- لويس مارين باراهونا على موقع ناشيونال فوتبول تيمز (الإنجليزية)
- لويس مارين باراهونا على موقع Soccerway.com (الإنجليزية)
- لويس مارين باراهونا على موقع عالم كرة القدم.نت (الإنجليزية)
- لويس مارين باراهونا على موقع AS.com (الإسبانية)